# Rendezvous (album)
Rendezvous, album av Christopher Cross, utgivet 2 april 1993. Albumet var Cross' femte album och det är producerat av Christopher Cross och Rob Meurer.

## Låtlista
1. Rendezvous (Christopher Cross/Rob Meurer/Cobb/Thompson)
2. Deputy Dan (Christopher Cross/Rob Meurer)
3. Night Across The World (Christopher Cross/Rob Meurer)
4. Angry Young Men (Christopher Cross/Rob Meurer)
5. In The Blink Of An Eye (Christopher Cross/Rob Meurer)
6. Is There Something (Christopher Cross/Dorff/Weil)
7. Isn't It Love (Christopher Cross/Rob Meurer)
8. Nothing Will Change (Christopher Cross/Rob Meurer)
9. Driftin' Away (Christopher Cross/Rob Meurer)
10. A Fisherman's Tale (Christopher Cross/Rob Meurer)